# 亨利·梅拉克

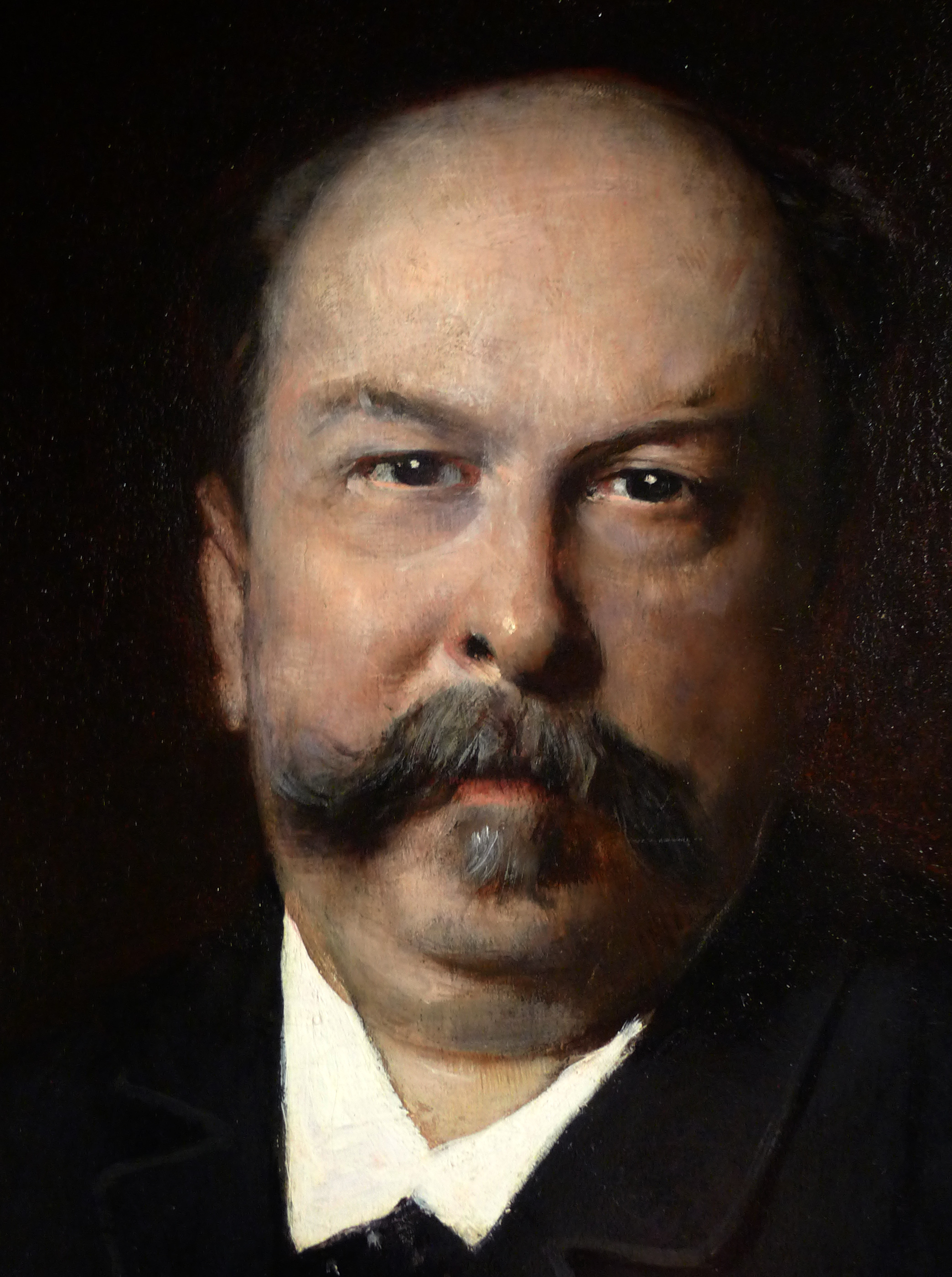
亨利·梅拉克

亨利·梅拉克（1830年2月23日 - 1897年7月6日）是一位法国歌劇劇本作家，他与吕多维克·阿莱维、雅克·奥芬巴赫合作創作歌劇，他還參與編寫乔治·比才的卡门的劇本。1888年，梅拉克当选法兰西学术院院士。 